# Салпетриера
Болничната група на Питие-Салпетриер (на френски: Groupe hospitalier de la Pitié-Salpétrière), само Питие-Салпетриер или Салпетриера(та), е парижка университетска болница.

Част е от Assistance publique – Hôpitaux de Paris и е сред най-големите болници в Европа. Бидейки университетска болница, там се обучават, както и в болницата „Сент-Антоан“, студентите от Факултета по медицина на университета Пиер и Мария Кюри.

## Известни лекари
- Жан Шарко (1825-1893), основател на модерната неврология
- Зигмунд Фройд (1856 - 1939), студент на Шарко в Париж
- Жозеф Бабински (1857 – 1932), друг студент на Шарко
- Филип Пинел (1745-1826)
- Жан-Етиен Ескуирол (1772-1840)
- Етиен-Жан Жорже (1795 – 1828)
- Алфред Вулпиан (1826-1893)
- Паул Ричер (1849-1933), анатом, сътрудник на Шарко
- Жорж Жил де ла Туре (1857-1904), невролог
- Пиер Жане (1859-1947), известен психолог на 19 век
- Кристиян Каброл (1925), сърдечен хирург, извършил първата в Европа трансплантация на сърце на 27 април 1968 г.
- Жак Лакан